# Peter Billingsley
Peter Billingsley, född 16 april 1971 i New York, är en amerikansk skådespelare. Han har medverkat i Lilla huset på prärien, A Christmas Story och A Christmas Story Christmas.